# São Félix de Minas
São Félix de Minas là một đô thị thuộc bang Minas Gerais, Brasil. Đô thị này có diện tích 165,744 km², dân số năm 2007 là 3387 người, mật độ 19,5 người/km².